# Lepidiota florens
Lepidiota florens är en skalbaggsart som beskrevs av Sharp 1876. Lepidiota florens ingår i släktet Lepidiota och familjen Melolonthidae. Inga underarter finns listade i Catalogue of Life.